# Socken
Socken (parochie) is in Zweden historisch de kleinste bestuurlijke indeling. Een socken was niet alleen een kerkelijke parochie, het was ook een burgerlijke gemeente.
De socken in zijn dubbele betekenis heeft bestaan tot 1862. In dat jaar werd het lokale bestuur gereorganiseerd, waarbij de burgerlijke functie van de socken werd omgevormd tot de kommun en de kerkelijke parochie van de Zweedse Kerk werd omgevormd tot församling (gemeente). Ondanks het afschaffen van de socken als civiel en kerkelijke eenheid heeft de indeling in socken nog steeds praktische betekenis. Het Zweedse kadaster hanteert de historische indeling nog steeds en ook archieven zijn vaak naar socken ingedeeld.